# 眉山ロープウェイ

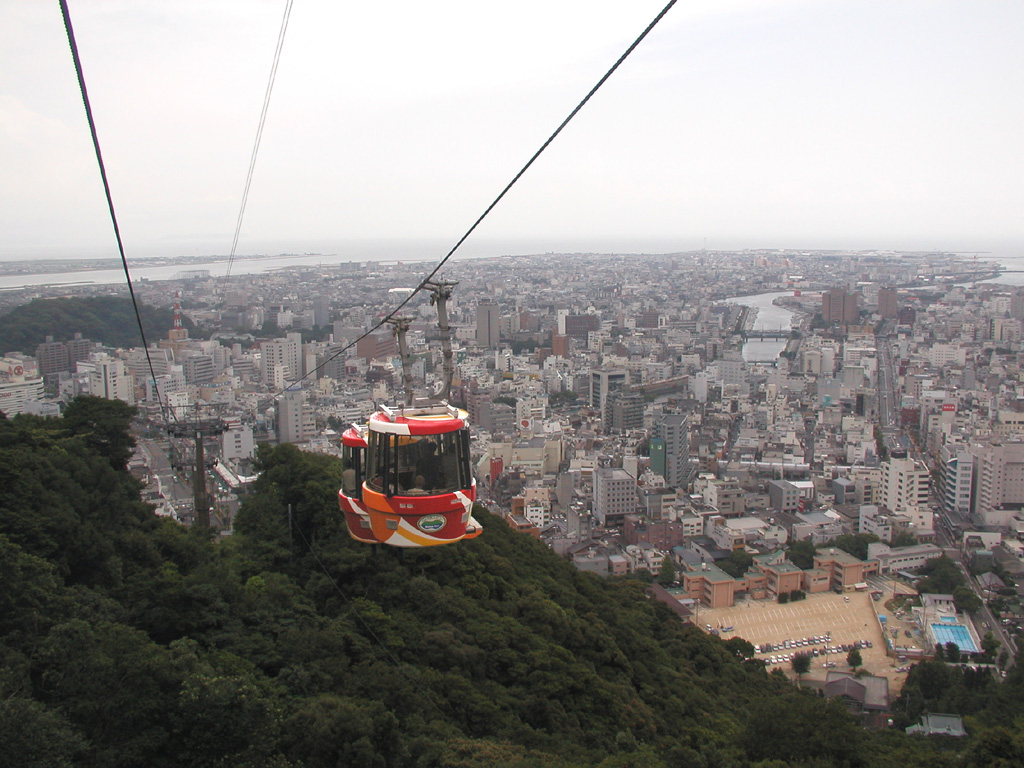
ゴンドラ

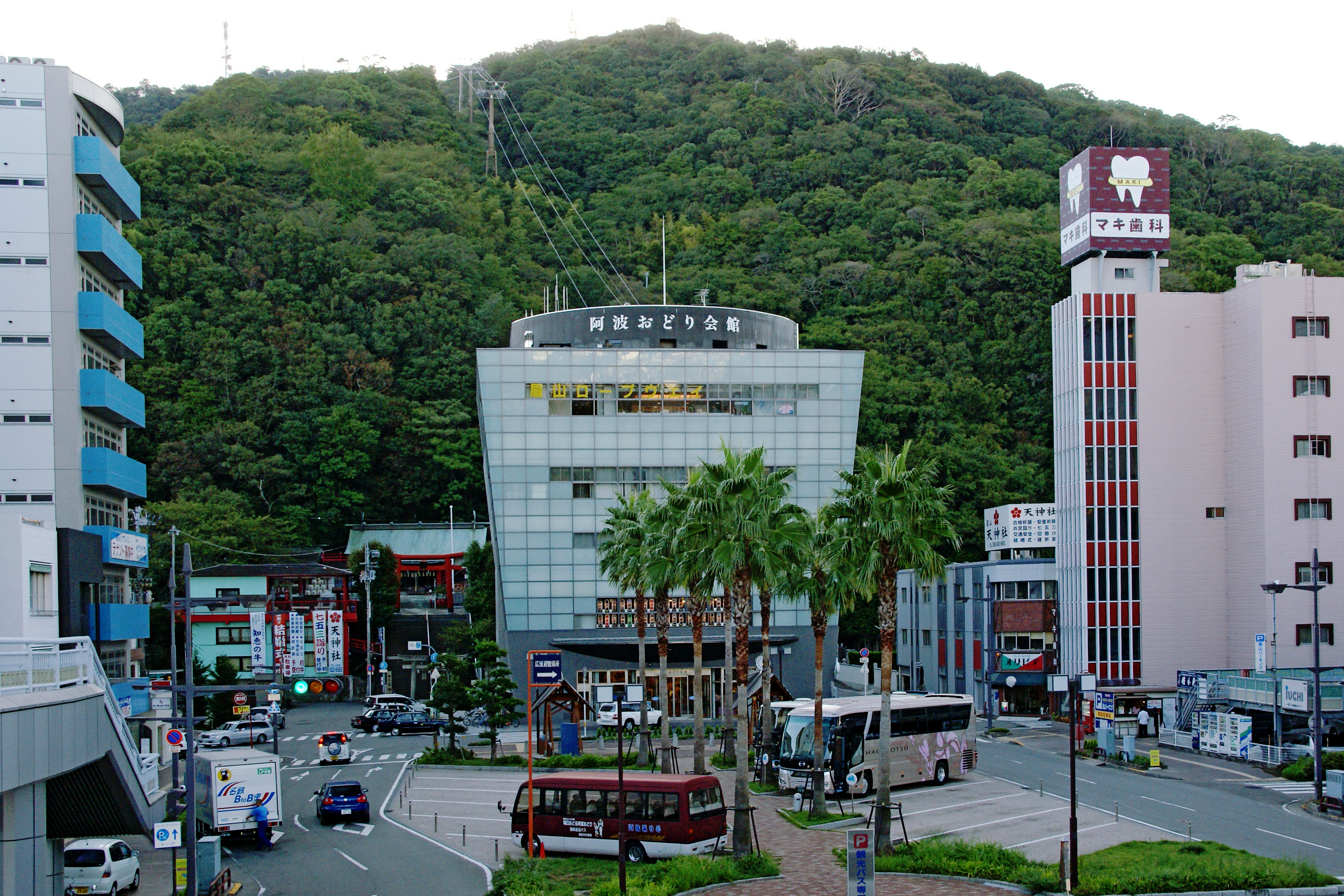
麓の駅（阿波おどり会館）

眉山ロープウェイ（びざんロープウェイ）は、徳島県徳島市の眉山にある徳島市営のロープウェイである。指定管理者制度により、 阿波おどり未来継承まちづくり共同体（公益財団法人徳島市文化振興公社・徳島都市開発株式会社から構成） が運行・管理を行っている。地方公営企業法の財務規定等が適用されている。四国八十八景4番「眉山ロープウェイから望む水都徳島の風景」に選ばれている。

## 歴史
- 1957年12月1日 - 開業
- 1999年7月18日 - 搬器を交換し、山麓駅を阿波おどり会館内に移転[5]。
- 2006年4月1日 - 指定管理者が社団法人徳島市観光協会に指定。（2009年3月31日迄の3年間）
- 2009年4月1日 - 指定管理者が社団法人徳島市観光協会に指定。（2012年3月31日迄の3年間）
- 2012年4月1日 - 指定管理者が社団法人徳島市観光協会に指定。（2015年3月31日迄の3年間）
- 2015年4月1日 - 指定管理者が公益社団法人徳島市観光協会に指定。（2018年3月31日迄の3年間）
- 2018年4月1日 - 指定管理者が公益社団法人徳島市観光協会から、阿波おどり会館・眉山ロープウェイ運営共同事業体へ変更[3][4]。（2023年3月31日迄の5年間）
- 2023年4月1日 - 指定管理者が阿波おどり会館・眉山ロープウェイ運営共同事業体から、阿波おどり未来継承まちづくり共同体へ変更。（2028年3月31日迄の5年間）

## ゴンドラ
現在のゴンドラは4代目で、2025年3月30日にデビューした。
3代目と同様に安全索道株式会社が設計・製作したもので、2両連結式となっているが、ゴンドラの形状は丸型から角型に変更され、窓も拡大された
塗色は3代目の末期を受け継いでおり、同様に阿波銀行のラッピングが施されている。
乗降扉は、3代目と異なり手動ドアとなっており、係員が手で開閉する。

1999年7月31日から2025年１月12日まで使用された3代目のゴンドラは、山麓駅が阿波おどり会館内に設置されるとともに、以前の循環式から、榛名山ロープウェイと同一の単線交差式に変更されることに伴って導入されたものである。
このゴンドラは安全索道株式会社が設計製作したもので、榛名山ロープウェイに近似した、丸型の15人乗りの2両連結式となっており、1号車から4号車までの4両が在籍している。乗降扉は自動ドアで、座席はすべて折りたたみ式となっている。
日没から最終便まで、駅停車中以外はフロントガラスに設けられているイルミネーションを点灯して走行していた。また、ヘッドライトは黄色に点灯していた。
2018年10月より、阿波銀行のラッピングが施されるとともに、車体カラーが変更され、引退までその姿で運行された。

## 所在地
- 徳島市新町橋二丁目20番地 阿波おどり会館3F（山麓駅は5F）

## 運行時間
- 9:00 - 17:30（季節により時間延長あり）
- 所要時間 6分
- 15分おきの運行。但し8月の徳島市阿波おどり、5月・10月のマチ★アソビ開催中は7分おきの増発運行となる。

## 運賃
- 大人(2025年4月1日改定)

片道900円、往復1,500円
- 小学生(2025年4月1日改定)

片道500円、往復800円
障害者及び付随人1名に限り半額となる。
- 2024年4月1日以降の利用に関しては、原則として阿波おどり未来継承まちづくり共同体が発行した乗車券のみ有効。
- 2023年3月31日までに阿波おどり会館・眉山ロープウェイ運営共同事業体が発行した乗車券も2024年3月31日まで利用可能である。[2]

## 交通アクセス
- JR徳島駅から、
  - 新町橋通りを眉山、新町橋方面にまっすぐ歩けば徒歩約10分で阿波おどり会館に到着。阿波おどり会館5階にロープウェイ山麓駅がある。
  - 徳島バス山城線・市原線・法花線（徳島市委託路線）で「ロープウェイ前」バス停下車後、徒歩。
  - なお、南部循環右回り線でも、「ロープウェイ前」バス停まで行けるが、所要時間が50分以上と大幅な遠回りとなる。